# گئورگ تاتسرایتر
گئورگ تاتسرایتر (آلمانی: Georg Tazreiter؛ زادهٔ ۴ مارس ۱۹۸۶) دوچرخه‌سوار اهل اتریش است.
وی در بخش تعقیبی و مدیسون مسابقات قهرمانی دوچرخه‌سواری پیست جهان ۲۰۱۰ شرکت کرده است.